# Séneca
Lúcio Aneu Séneca (português europeu) ou Sêneca (português brasileiro) (em latim: Lucius Annaeus Seneca; Corduba, ca. 4 a.C. – Roma, 65) foi um filósofo estoico e um dos mais célebres advogados, oradores, escritores e pensadores do Império Romano. Conhecido também como Séneca (ou Sêneca), o Moço, o Filósofo, ou ainda, o Jovem, sua obra literária e filosófica, tida como modelo do pensador estoico durante o Renascimento, inspirou o desenvolvimento da tragédia na dramaturgia europeia renascentista.
Sêneca foi simultaneamente dramaturgo de sucesso, uma das pessoas mais ricas de Roma, estadista famoso e conselheiro do imperador. Sêneca teve que negociar, persuadir e planejar seu caminho pela vida. Ao invés de filosofar da segurança da cátedra de uma universidade, ele teve que lidar constantemente com pessoas não cooperativas e poderosas e enfrentar o desastre, o exílio, a saúde frágil e a condenação à morte. Sêneca correu riscos e teve grandes feitos.[carece de fontes?]

## Origens familiares
Oriundo de família ilustre, era o segundo filho de Hélvia e de Marco Aneu Sêneca (Séneca, o Velho). O irmão mais velho de Lúcio chamava-se Lúcio Júnio Gálio e era procônsul (administrador público) na Acaia, onde, em 53, se encontrou com o apóstolo cristão Paulo. Séneca, o Jovem, foi tio do poeta Lucano.[carece de fontes?]
Ainda criança (três anos), foi enviado a Roma para estudar oratória e filosofia. Com a saúde abalada pelo rigor dos estudos, passou uma temporada no Egito para se recuperar e regressou a Roma por volta do ano 31. Nessa ocasião, iniciou carreira como orador e advogado e logo chegou ao senado.[carece de fontes?]

## Exílio
Em 41, foi acusado por Messalina, esposa do imperador Cláudio, de ter cometido adultério com Júlia Lívila, sobrinha do imperador. Como consequência, foi exilado para a Córsega. No exílio, em meio a grandes privações materiais, Séneca dedicou-se aos estudos e redigiu vários de seus principais tratados filosóficos. Entre eles, os três intitulados Consolationes ("Consolos"), em que expõe os ideais estoicos clássicos de renúncia aos bens materiais em busca da tranquilidade da alma mediante o conhecimento e a contemplação.[carece de fontes?]
Por influência de Agripina, a Jovem, sobrinha do imperador e uma das mulheres com quem este se casou, Séneca retornou a Roma em 49. Agripina tornou-o preceptor de seu filho, o jovem Nero, e elevou-o a pretor em 50. Séneca contraiu matrimônio com Pompeia Paulina e organizou um poderoso grupo de amigos.[carece de fontes?]

## Conselheiro de Nero
Logo após a morte de Cláudio, ocorrida em 54, o escritor vingou-se com um escrito que foi considerado obra-prima das sátiras romanas, Apocolocyntosis divi Claudii ("Transformação em abóbora do divino Cláudio"). Nessa obra, Séneca critica o autoritarismo do imperador e narra como ele é recusado pelos deuses. Seu irmão, Lúcio Júnio Gálio, também ridicularizou Cláudio, fazendo uma analogia com as pessoas executadas, que eram levadas ao Fórum Romano puxadas por ganchos: ele disse que Cláudio havia sido elevado aos céus puxado por um gancho.
Quando Nero, aos dezessete anos, tornou-se imperador, Séneca continuou a seu lado, porém não mais como pedagogo e sim como seu principal conselheiro (ajudado por Afrânio Burro, prefeito do Pretório). Sêneca procurou orientar para uma política justa e humanitária. Se, durante os primeiros sete anos, o governo de Nero lembra o de Augusto, o mérito exclusivo é desses dois homens que, na realidade, governaram ao lado do jovem príncipe. A índole de Nero foi mitigada, corrigida, freada. Mais tarde, porém, a malvadez de Nero teve o predomínio. Séneca, durante algum tempo, exerceu influência benéfica sobre o jovem, mas, aos poucos, foi forçado a adotar atitudes de complacência. Chegou mesmo a redigir uma carta ao senado na qual se alega que tentou justificar a execução de Agripina em 59. Séneca sabia que a maior culpa por sua morte havia sido da própria Agripina, que pretendia imperar e que se tornara hostil por ambição, capricho e corrupção; sua raiva crescente só fez aumentar a vingança matricida de Nero, que não deu mais ouvidos às palavras severas de seus dois conselheiros. Séneca foi, então, muito criticado pela fraca oposição à tirania e à acumulação de riquezas de Nero, incompatíveis com as concepções estoicas. Conforme concluiu o emérito professor Giulio Davide Leoni, o destino foi, em parte, malvado para com Séneca, fazendo chegar até nós as acusações e perdendo as defesas. Da leitura atenta de suas páginas, do modo como aceitou e caminhou para a morte, como Sócrates, surge um juízo sincero que as reticências dos historiadores e estudiosos, muitas vezes, acabam por ofuscar.[carece de fontes?]
Em De Beneficiis (II,18), Séneca lembra que "às vezes, mesmo contra a nossa vontade, devemos aceitar um benefício, quando é dado por um tirano cruel e iracundo, que reputaria injúria que tu desdenhasses seu presente. Não deverei aceitar?" Assim, mais importante do que saber que Séneca era rico, é saber se ele era ávido de riquezas, se viveu no fausto e na opulência.[carece de fontes?]
Conforme suas Epistulae Morales ad Lucilium, 18, seu pensamento era este: é lícito ser rico, contudo é preciso viver de tal modo que se possa, em cada contingência, bastar a si próprio e renunciar a qualquer bem que a sorte pode dar, mas também tirar. Rico, Séneca viveu com um certo conforto, mas, conforme acreditava e pregava, sempre de maneira modesta.[carece de fontes?]

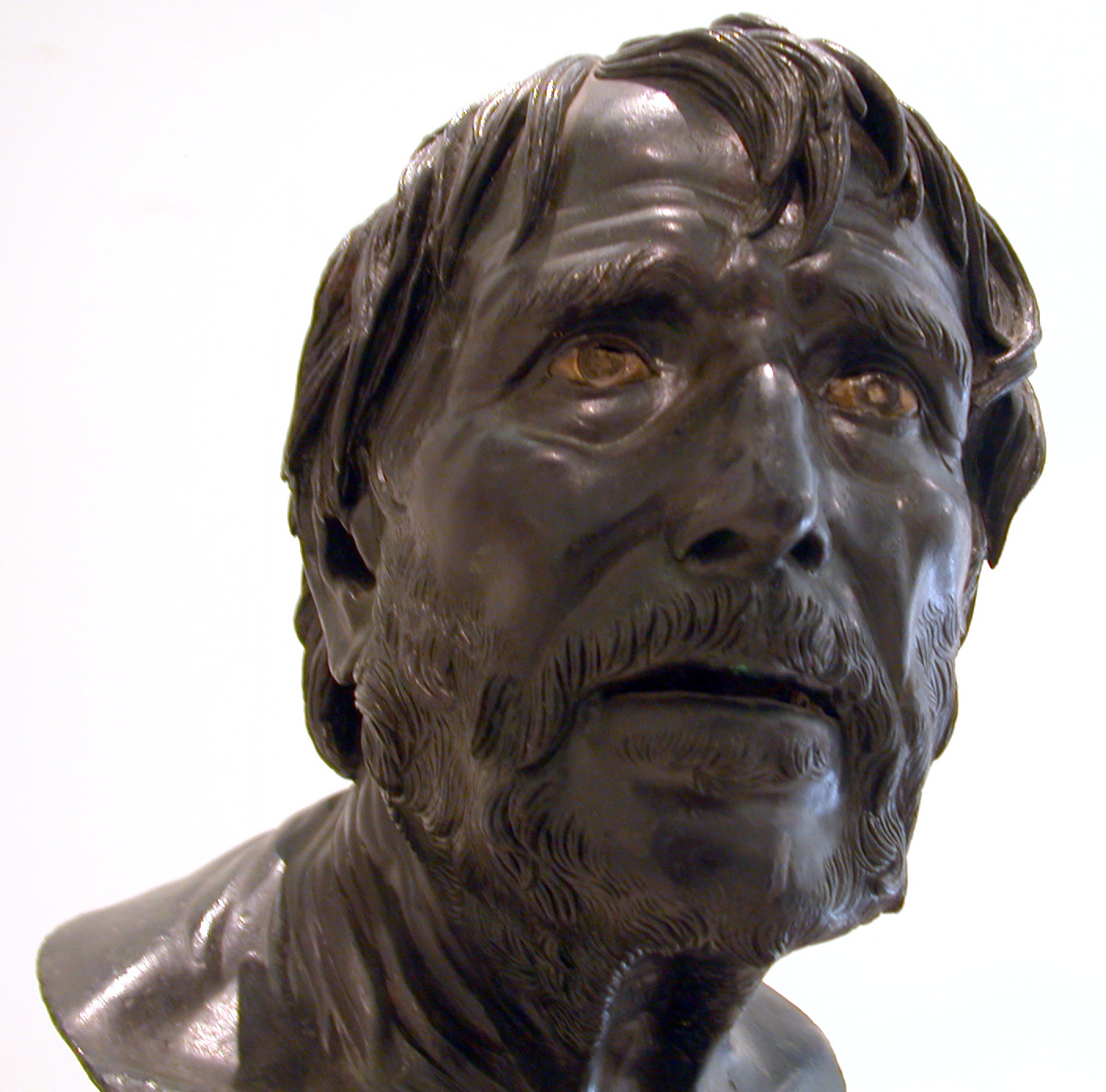
"Séneca", no Museu Arqueológico Nacional de Nápoles.

O professor G.D. Leoni, da Sedes Sapientiae, afirma, em seu estudo introdutivo ao volume XLIV da Biblioteca Clássica da Atena Editora, São Paulo, 1957, que a posteridade foi injusta, recolhendo contra Sêneca somente as invejosas acusações dos seus inimigos. Mas a perfeita intuição dos poetas define aquilo que os críticos se esforçam por esclarecer mas amiúde ofuscam. Dante, no limbo, vê, entre os sumos escritores e heróis antigos — Sócrates, Platão, Demócrito, Diógenes de Sinope, Anaxágoras, Tales de Mileto, Empédocles, Heráclito, Zenão de Cítio, Dioscórides, Orfeu, Cícero, Lino e "Séneca morale". Séneca, diferente de um filósofo, é um entusiasta da filosofia, estudioso apaixonado, informado de todas as correntes filosóficas do seu tempo, mas contrário a encerrar-se em qualquer sistema ou fórmula. Nele, a filosofia era viva, era a própria vida. "A prosa adere ao pensamento, uniformiza-se, adapta-se a ele; e muitas vezes um subentendido produz um jogo de luzes e sombras cheios de profunda beleza, amiúde a frase breve produz inesperadas imagens pictóricas, outras vezes antíteses, ou as anedotas enriquecem as sentenças austeras, a argúcia atenua a trágica solenidade do assunto". Poeta, humanista, mais que filósofo, o elemento preponderante em suas obras são os sentimentos, mais do que as ideias, com as quais, na origem, pouco contribuiu. Entretanto, na história do pensamento, nunca ninguém foi tão compenetrado do sentimento da nobreza do espírito humano, e soube tão bem e poderosamente transmitir esse sentimento em palavras." Sua prosa é vivaz, variada, alegre, moderna, eterna; como quando procura mostrar como as desventuras pelas quais passam os bons, devem ser encaradas como provas para melhor evidenciar suas virtudes, ajudar o próximo: "Os deuses põem à prova a virtude e exercitam a força de espírito dos bons, que devem seguir seu destino preestabelecido: o sábio, por isso, nunca será infeliz."[carece de fontes?]

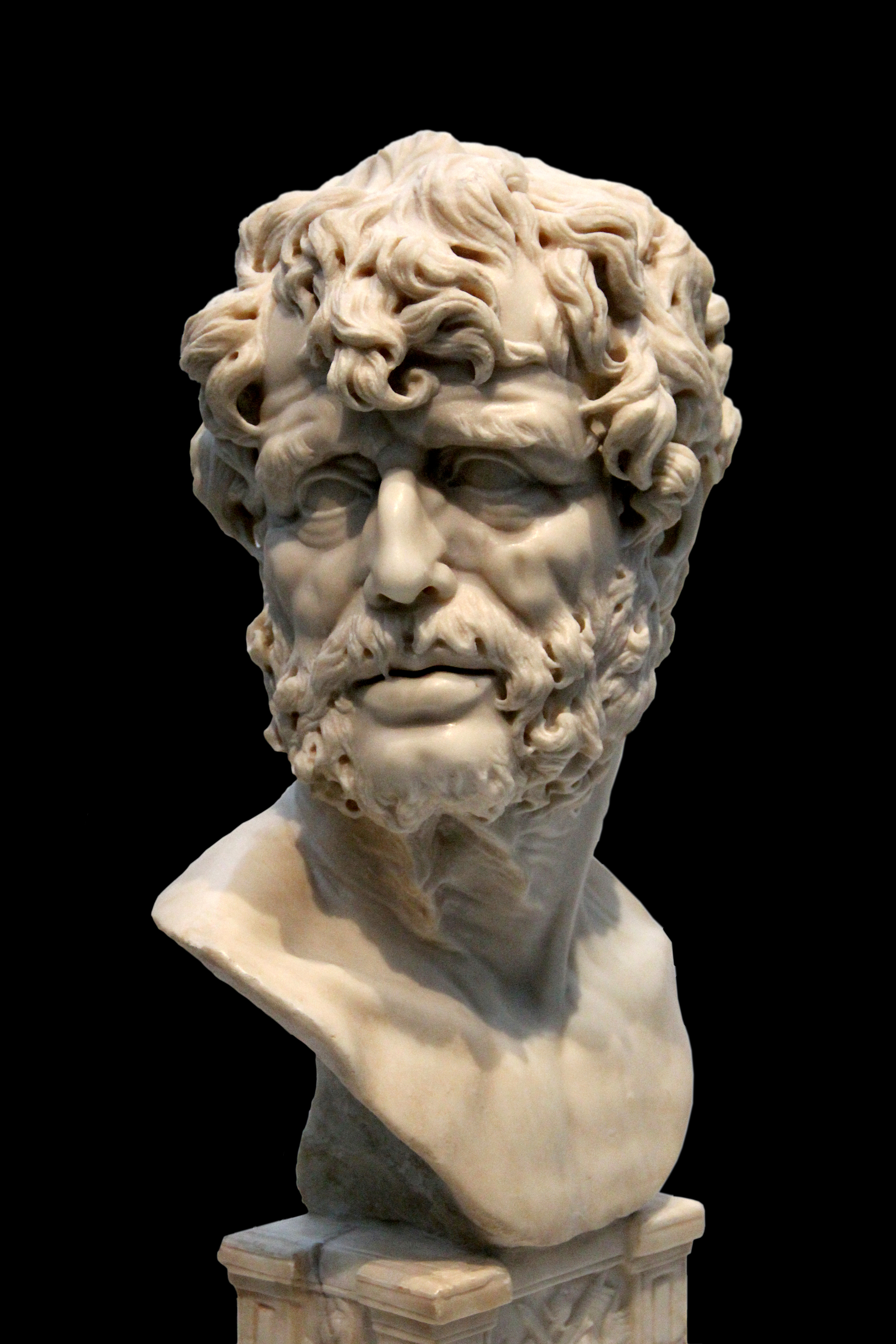
Sêneca, busto em mármore, por um autor anônimo do século XVII, Museu do Prado.

Séneca retirou-se da vida pública em 62. Entre seus últimos textos, estão a compilação científica Naturales quaestiones ("Problemas naturais"); os tratados De tranquillitate animi (Sobre a tranquilidade da alma), De vita beata (Sobre a vida beata) e, talvez sua obra mais profunda, as Epistolae morales, dirigidas a Lucílio, em que reúne conselhos estoicos e elementos epicuristas na pregação de uma fraternidade universal mais tarde considerada próxima ao cristianismo.[carece de fontes?]

## Morte
No ano 65, Séneca foi acusado de ter participado da conspiração de Pisão, na qual o assassinato de Nero teria sido planejado. Sem qualquer julgamento, foi obrigado a cometer o suicídio. Na presença dos seus amigos, cortou os pulsos com o ânimo sereno que defendia em sua filosofia. Tácito relatou a morte de Séneca e da mulher, que também cortou os pulsos. Nero, com medo da repercussão negativa dessa dupla morte, mandou que médicos a tratassem, e ela sobreviveu alguns anos a mais que o marido.[carece de fontes?]

## Contemporâneo de Jesus
Apesar de ter sido contemporâneo de Jesus Cristo, Séneca não fez quaisquer relatos significativos de fenómenos milagrosos que aparentemente anunciavam o advento de uma poderosa nova religião; entretanto, segundo Jerónimo ("De Viris Illustribus", xii), Séneca teria trocado correspondências com Paulo (apóstolo com cidadania romana, também conhecido por Saulo). Constata-se que os cristãos, por intermédio de Lúcio Aneu Séneca, assimilaram os princípios estoicos, utilizando, inclusive, as mesmas metáforas estoicas na Bíblia. Um facto tanto mais curioso é que Séneca, como filósofo, interessou-se por todos os fenómenos da natureza, resultando nas cartas intituladas posteriormente "Questões da natureza", como observou Edward Gibbon, historiador do iluminismo do século XVIII, perito na história do Império Romano e autor do livro História do Declínio e Queda do Império Romano.[carece de fontes?]

## A filosofia de Séneca

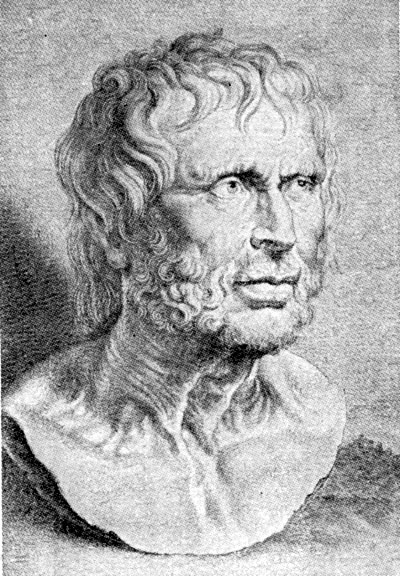
Séneca desenhado por Peter Paul Rubens.

Sêneca ocupava-se da forma correta de viver a vida (ou seja, da ética), da física e da lógica. Via o sereno estoicismo como a maior virtude, o que lhe permitiu praticar a imperturbabilidade da alma, denominada ataraxia (termo utilizado a primeira vez por Demócrito em 400 a.C.) Juntamente com Marco Aurélio e Cícero, conta-se entre os mais importantes representantes da intelectualidade romana.[carece de fontes?]
Sêneca via, no cumprimento do dever, um serviço à humanidade. Procurava aplicar a sua filosofia à prática. Deste modo, apesar de ser rico, vivia modestamente: bebia apenas água, comia pouco, dormia sobre um colchão duro. Sêneca não viu nenhuma contradição entre a sua filosofia estoica e a sua riqueza material: dizia que o sábio não estava obrigado à pobreza, desde que o seu dinheiro tivesse sido ganho de forma honesta. No entanto, devia ser capaz de abdicar da riqueza.[carece de fontes?]
Sêneca via-se como um sábio imperfeito: "Eu elogio a vida, não a que levo, mas aquela que sei dever ser vivida." Os afetos (como relutância, vontade, cobiça, receio) devem ser ultrapassados. O objetivo não é a perda de sentimentos, mas a superação dos afetos. Os bens podem ser adquiridos, à condição de não deixarmos que se estabeleça uma dependência deles.[carece de fontes?]
O pensamento de Sêneca, especialmente suas críticas ao comportamento vulgar, permite que se conheça melhor a sociedade de Roma no século I d.C.
Para Sêneca, o destino é uma realidade. O homem pode apenas aceitá-lo ou rejeitá-lo. Se o aceitar de livre vontade, goza de liberdade. A morte é um dado natural. O suicídio não é categoricamente excluído por Sêneca.[carece de fontes?]
Sêneca influenciaria profundamente o pensamento de João Calvino. O primeiro livro de Calvino foi um comentário ao De Clementia, de Sêneca.[carece de fontes?]
Sua principal filosofia, o estoicismo, pode ser encarada como um sistema para prosperar em ambientes de alto estresse. Em seu núcleo, ensina como separar o que você pode controlar do que não pode e nos treina para se concentrar exclusivamente no primeiro. As cartas de Sêneca podem ser interpretadas como um guia prático para frugalidade e como contentar-se com o suficiente. A prática do estoicismo torna você menos emocionalmente reativo, mais consciente do presente e mais resiliente. À medida que você navega na vida, esse tipo de treinamento de força mental também facilita as decisões difíceis, seja desistir de um emprego, fundar uma empresa, convidar alguém para sair, terminar um relacionamento ou qualquer outra coisa.[carece de fontes?]
A filosofia de Sêneca aborda a busca da felicidade, a preparação para a morte, as desilusões, a amizade e levanta uma das principais questões humanas: como conjugar qualidade de vida e tempo escasso. Leitores do século XXI serão surpreendidos por lições como: "A duração de minha vida não depende de mim. O que depende é que não percorra de forma pouco nobre as fases dessa vida; devo governá-la, e não por ela ser levado"; "Pobre não é o homem que tem pouco, mas o homem que anseia por mais. Qual é o limite adequado para a riqueza? É, primeiro, ter o que é necessário, e, segundo, ter o que é suficiente". Ou ainda: "Não deixemos nada para mais tarde. Acertemos nossas contas com a vida dia após dia.".[carece de fontes?]

## A obra literária de Séneca
Ao se analisarem os escritos de Séneca, é possível perceber a forma pela qual alcançou o conhecimento e desenvolvimento da ideia de fluxo de energia, que advém, segundo ele, de algum "princípio ativo" (termo utilizado em seu livro "Questões Naturais"), o qual sujeita à regra geral: "causa e efeito", ou "ação e reação", de tal forma que sugeria, em uma de suas Cartas a Lucílio, que só tem domínio de si aquele que não faz de seu corpo um peregrinador por outros corpos.[carece de fontes?]
Séneca destacou-se como estilista literário. Numa prosa coloquial, seus trabalhos exemplificam a maneira de escrever retórica, declamatória, com frases curtas, conclusões epigramáticas e emprego de metáforas. A ironia é a arma que emprega com maestria, principalmente nas tragédias que escreveu, as únicas do gênero na literatura da antiga Roma. Versões retóricas de peças gregas, elas substituem o elemento dramático por efeitos brutais, como assassinatos em cena, espectros vingativos e discursos violentos, numa visão trágica e mais individualista da existência.[carece de fontes?]

### Cartas
- Epistulae morales ad Lucilium ("Cartas morais a Lucílio", também traduzindo como "Cartas de um Estoico") - coleção de 124 cartas tratando de questões morais. Versão completa em nova tradução em português.[13]

### Diálogos
- (40) Ad Marciam, De consolatione. ("Consolação a Márcia"), endereçada a Márcia em luto pela morte de seu filho Metílio.[14]
- (41) De Ira ("Sobre a Ira") - Estudo sobre as consequências e sobre o controle da ira.[15]
- (42) Ad Helviam matrem, De consolatione ("Consolação a Minha Mãe Hélvia") - Carta para sua mãe consolando-a em sua ausência durante o exílio.[16]
- (44) De Consolatione ad Polybium ("Consolação a Políbio") - Dirigida a Políbio, Secretário particular do Imperador Cláudio, para consolá-lo sobre a morte de seu irmão.[17]
- (49) De Brevitate Vitae ("Sobre a brevidade da vida") - princípios estoicos sobre a natureza do tempo e seu desperdício perseguindo objetivos sem valor ou sentido.[18]
- (55) De Constantia Sapientis ("Sobre a Constância do Sábio") - Sobre a serenidade do sábio estoico que, com firmeza interior, é imune às injúrias e adversidades.[19]
- (56) De Clementia ("Da Clemência" / "Tratado sobre a Clemência") escrito a Nero sobre a virtude da Clemência em um imperador.[20]
- (58) De Vita Beata ("A Vida Feliz")  A busca da felicidade é a busca da razão. Destinado ao seu irmão mais velho, Gálio.[21]
- (62) De Otio ("Sobre o ócio") - uso racional do tempo livre (otium), pelo qual se pode ajudar ativamente a humanidade estudando sobre a natureza e o universo.[22]
- (59-63) De Beneficiis ("Sobre os Benefícios") - Um tratado sobre a gratidão, escrito a seu amigo Aebutius Liberalis.
- (63) De Tranquillitate Animi ("Sobre a tranquilidade da alma") - Resposta da doutrina estoica para os tormentos causados pelos temores e desejos humanos e assim alcançar a tranquilidade.[23]
- (64) De Providentia ("Sobre a Providência") - Por que infortúnios atingem os homens de bem, mesmo existindo a providência.[24]
- (?) De Superstitione ("Sobre a Superstição") -- perdido, mas citado na Cidade de Deus (6.10-6.11) de Santo Agostinho.

### Tragédias
- Hercules furens (Hércules furioso)
- Troades (As Troianas)
- Phoenissae (As Fenícias)
- Medea (Medeia)
- Phaedra (Fedra)
- Oedipus (Édipo)
- Agamemnon
- Thyestes (Tiestes)
- Hercules Oetaeus (Hércules no Eta)

### Diversos
- (54) Apocolocyntosis divi Claudii (A Apocoloquintose do divino Cláudio), uma Sátira.
- (63) Naturales quaestiones [sete livros], uma visão das teorias da cosmologia, meteorologia da época de Sêneca.
- (58–62/370?) Correspondência entre Paulo e Séneca (Cujus etiam ad Paulum apostolum leguntur epistolae): Estas cartas, alegadamente entre Sêneca e São Paulo, foram veneradas pelas primeiras autoridades, mas a erudição moderna rejeita a sua autenticidade.[25][26]